# Palompon
Palompon is een gemeente in de Filipijnse provincie Leyte op het eiland Leyte. Bij de laatste census in 2007 had de gemeente bijna 53 duizend inwoners.

## Geografie

### Bestuurlijke indeling
Palompon is onderverdeeld in de volgende 50 barangays:
| - Baguinbin - Belen - Bitaog Pob. - Buenavista - Caduhaan - Cambakbak - Cambinoy - Cangcosme - Cangmuya - Canipaan - Cantandoy - Cantuhaon - Catigahan | - Central 1 - Central 2 - Cruz - Duljugan - Guiwan 1 - Guiwan 2 - Himarco - Hinablayan Pob. - Hinagbuan - Lat-osan - Liberty - Lomonon - Mabini | - Magsaysay - Masaba - Mazawalo Pob. - Parilla - Pinagdait Pob. - Pinaghi-usa Pob. - Plaridel - Rizal - Sabang - San Guillermo - San Isidro - San Joaquin | - San Juan - San Miguel - San Pablo - San Pedro - San Roque - Santiago - Taberna - Tabunok - Tambis - Tinabilan - Tinago - Tinubdan |

## Demografie
Palompon had bij de census van 2007 een inwoneraantal van 52.530 mensen. Dit zijn 1.776 mensen (3,5%) meer dan bij de vorige census van 2000. De gemiddelde jaarlijkse groei komt daarmee uit op 0,48%, hetgeen lager is dan het landelijk jaarlijks gemiddelde over deze periode (2,04%). Vergeleken met de census van 1995 is het aantal mensen met 2.211 (4,4%) toegenomen.

De bevolkingsdichtheid van Palompon was ten tijde van de laatste census, met 52.530 inwoners op 126,07 km², 416,7 mensen per km².